# Sanbuk-myeon, Yeoju
Sanbuk-myeon (koreanska: 산북면) är en socken i kommunen Yeoju i provinsen Gyeonggi i den norra delen av Sydkorea, 45 km sydost om huvudstaden Seoul.